# Давид Белль
Давид Белль (фр. David Belle; нар. 29 квітня 1973 року, Фекам, Нормандія) — французький актор, каскадер, один з засновників руху паркур.

## Біографія
Давид Бель народився і виріс у місті Фекам, Франція. Родом з небагатої сім'ї, яка мешкала в передмісті Парижу. Батько Раймонд Белль та брат Джеф Белль були висококваліфікованими рятувальниками у пожежних військах Парижа.
У 1984 році сім'я Давида переїхала у місто Лісс, Франція. Там він почав тренуватися з групою підлітків-однодумців, з якими згодом створив команду Ямакасі.
Згодом він зняв декілька відеокліпів, які демонстрували його можливості. Після того, як він вирішив спробувати грати в кіно, він багато працював над собою. Згодом його запросили зіграти з Сірілом Рафаелі у бойовику «13-й район».

## Фільмографія
Актор
- 2000 — Louis Page
- 2001 — L'engrenage
- 2002 — Фатальна жінка / Femme Fatale
- 2002 — Yadon ilaheyya
- 2004 — 13-й район / Banlieue 13
- 2005 — Un monde meilleur
- 2008 — Вавилон Н.Е. / Babylon A.D.
- 2009 — 13-й район: Ультиматум / Banlieue 13 — Ultimatum
- 2012 — Metal Hurlant Chronicles
- 2014 — 13-й район: Цегляні маєтки / Brick Mansions

Трюки
- 2004 — Багрові ріки 2. Янголи апокаліпсу / Les rivières pourpres II — Les anges de l'apocalypse
- 2005 — Перевізник 2 / Transporter 2
- 2008 — Вавилон Н.Е. / Babylon A.D. (координатор паркур-трюків)
- 2010 — Принц Персії: піски часу / Prince of Persia: The Sands of Time (постановник паркур-трюків)
- 2011 — Covert Affairs
- 2011 — Коломбіана / Colombiana (постановник паркур-трюків)
- 2013 — Malavita (координатор трюків)

Біографічні
- 2009 — Le grand journal de Canal+
- 2009 — L'hebdo cinéma

Документальні
- 2008 — The Pilgrimage Project